# David Ludvig Silfverstolpe
David Ludvig Silfverstolpe, född 29 december 1793 i Stockholm, död  där 14 april 1877, var en svensk militär. Han var far till Carl Silfverstolpe.

## Biografi
David Ludvig Silfverstolpe var son till överste Johan David Silfverstolpe och Eva Christina Lewin, samt dotters sonson till Johan Ihre. Han studerade vid Uppsala universitet, där han 1811 tog en kansliexamen.
Silfverstolpe deltog som kornett vid Livregementets dragonkår i tyska kriget 1813–14 samt avancerade vid kåren till överste och sekundchef 1845. Han var militärbefälhavare i fjärde militärdistriktet 1856–62 och därjämte 1858–70 chef för Stuteriöverstyrelsen. År 1862 blev han generallöjtnant. Han var ledamot eller ordförande i flera militära kommittéer samt ledamot av Krigsvetenskapsakademien (1833) och Musikaliska akademien (1858).